# Adrián López
Adrián López Álvarez (* 8. Januar 1988 in San Martín de Teverga), genannt Adrián, ist ein spanischer Fußballspieler. Der Stürmer steht seit 2022 beim FC Málaga in der Segunda División unter Vertrag.

## Karriere

### Vereine
Adrián galt einst als großes Talent für die Zukunft des spanischen Fußballs. Der aus Asturien stammende Adrián wechselte 2006 von Real Oviedo zu Deportivo La Coruña, wo er regelmäßig zum Einsatz kam. Seinen ersten Treffer in der Primera División erzielte er gegen den katalanischen Topclub FC Barcelona in der Saison 2006/07. Anfang 2008 wurde er an den Zweitligisten Deportivo Alavés ausgeliehen und schaffte mit den Basken den Klassenerhalt. Für die Saison 2008/09 wurde Adrián López an den Erstliga-Aufsteiger FC Málaga ausgeliehen. Zur Saison 2011/12 wechselte Adrián ablösefrei zu Atlético Madrid. Dort gewann er 2012 die UEFA Europa League sowie den UEFA Super Cup. Am 12. Juli 2014 verkündete der FC Porto die Verpflichtung von Adrián. Zu Beginn der Saison 2015/2016 wurde er vom FC Porto für ein Jahr an den FC Villarreal verliehen. 2017 wurde er erneut an den FC Villarreal verliehen, dieses Mal für ein halbes Jahr. Im Anschluss folgte eine einjährige Leihe zu Deportivo La Coruña. Von 2019 bis 2021 stand López denn bei CA Osasuna unter Vertrag. Anschließend war er ein halbes Jahr ohne Verein, ehe ihn im März 2022 Zweitligist FC Málaga verpflichtete.

### Nationalmannschaft
Bei der U20-Weltmeisterschaft 2007 in Kanada konnte er mit Spanien zwar nur das Viertelfinale erreichen, er erhielt den Silver Ball als zweitbester Torschütze der WM mit fünf Toren. Bei der U-21-EM 2011 gewann er mit Spanien den Titel und wurde Torschützenkönig des Turniers. Er erzielte fünf Treffer in fünf Spielen, darunter der späte Ausgleich im Halbfinale gegen Weißrussland, durch den sich Spanien in die Verlängerung rettete und anschließend ins Finale einzog. Im Mai 2012 bestritt er dann zwei Freundschaftsspiele für die spanische A-Nationalmannschaft und erzielte bei seinem Debüt gegen Serbien (2:0) einen Treffer.

## Erfolge

### Vereine
Atlético Madrid
- UEFA-Europa-League-Sieger: 2012
- UEFA-Super-Cup-Sieger: 2012
- Spanischer Pokalsieger: 2013
- Spanischer Meister: 2014

### Nationalmannschaft
- U-21-Europameister: 2011
- Torschützenkönig der U-21-Europameisterschaft: 2011